# Departamento General Ortiz de Ocampo
General Ortiz de Ocampo es un departamento ubicado en la provincia de La Rioja (Argentina).

## Historia
El departamento fue oficialmente creado el 15 de septiembre de 1877 Sin embargo, algunas de sus localidades son anteriores a esta fecha, como la localidad Catuna, una de las más antiguas de la provincia, que fue fundada en 1598.

## Geografía

### Límites
Limita al norte con el departamento General Belgrano, al este con la provincia de Córdoba, al oeste con los departamentos de General Facundo Quiroga y Rosario Vera Peñaloza y al sur con el departamento General San Martín.

### Población
Contó con 7145 habitantes (Indec, 2010), lo que representó un leve decrecimiento frente a los 7331 habitantes (Indec, 2001) del censo anterior.
Para el censo 2022 el departamento registró 7349 habitantes. Esto representó un aumento en la cantidad de personas del 2,9%, menor al crecimiento poblacional provincial que se situó en 15,1%.Estos datos situaron al departamento como el octavo más poblado de la provincia.

## Localidades y parajes
- Ambil
- Colonia Ortiz de Ocampo
- Milagro (cabecera departamental)
- Olpas
- Villa Santa Rita de Catuna
- Comandante Leal
- El Fraile
- Los Aguirres
- Los Alanices
- Esquina Chica

## Economía
Su economía es principalmente ganadera aunque también se verifica un desarrollo incipiente de la olivicultura en Colonia Ortiz de Ocampo. 
También es un departamento rico en bellezas naturales y paisajes pintorescos, lo que permite un incipiente nodo turístico donde cada vez más gente realiza el turismo rural. 
Tiene una de las fiestas más visitadas cada año en los llanos riojanos, la fiesta de Santa Rita en la ciudad de Catuna, un emblema de las causas imposibles la imagen es una clásica representación de alrededor del siglo XVIII, traída al pueblo sin referencia histórica de su fecha. en esta festividad religiosa se aglomera una creciente cantidad de gente cada año por su emotividad y sentido de religiosidad que se le da a la misma. 

### Sismicidad
La sismicidad de la región de La Rioja es frecuente y de intensidad baja, y un silencio sísmico de terremotos medios a graves cada 30 años en áreas aleatorias. Sus últimas expresiones se produjeron:
- 12 de abril de 1899 (125 años), a las 16.10 UTC−3 con 6,4 Richter; como en toda localidad sísmica, aún con un silencio sísmico corto, se olvida la historia de otros movimientos sísmicos regionales (terremoto de La Rioja de 1899)
- 24 de octubre de 1957 (67 años), a las 22.07 UTC−3 con 6,0 Richter (terremoto de Villa Castelli de 1957): además de la gravedad física del fenómeno se unió el olvido de la población a estos eventos recurrentes
- 28 de mayo de 2002 (22 años), a las 0.03 UTC−3, con 6,0 Richter (terremoto de La Rioja de 2002)[5]